# Äksi (Tartu)
Äksi (Duits: Ecks) is een plaats in de Estlandse gemeente Tartu vald, provincie Tartumaa. De plaats heeft de status van groter dorp of ‘vlek’ (Estisch: alevik) en telt 462 inwoners (2021).
De plaats ligt aan de zuidelijke oever van het meer Saadjärv.
In Äksi staat sinds 2012 het IJstijd Centrum (Jääaja Keskus), een themapark over de ijstijden met speciale nadruk op de gevolgen voor het gebied dat nu Estland is.

## Geschiedenis
Äksi was oorspronkelijk de naam van een parochie. Het dorp Äksi, dat ontstaan was rond de kerk van de parochie, werd bij een herindeling van het gebied in 1977 bij het aangrenzende dorp Voldi gevoegd, maar de kerk wordt nog steeds Äksi Andrease kirik (kerk van Sint-Andreas in Äksi) genoemd. Otto Wilhelm Masing was tussen 1815 en 1832 predikant in deze kerk. In Voldi staat ook een monument voor de slachtoffers van de Estische Onafhankelijkheidsoorlog uit de kerspel Äksi. De parochie werd voor het eerst genoemd in een document uit 1443.
De naam Äksi ging in 1977 over op het nabijgelegen dorp Põltsamaa, toen het gebied rond de kerk van Äksi bij het dorp Voldi werd gevoegd. De geschiedenis van Põltsamaa gaat terug tot 1582. In 2010 kreeg dit dorp de status van vlek.

## Foto's

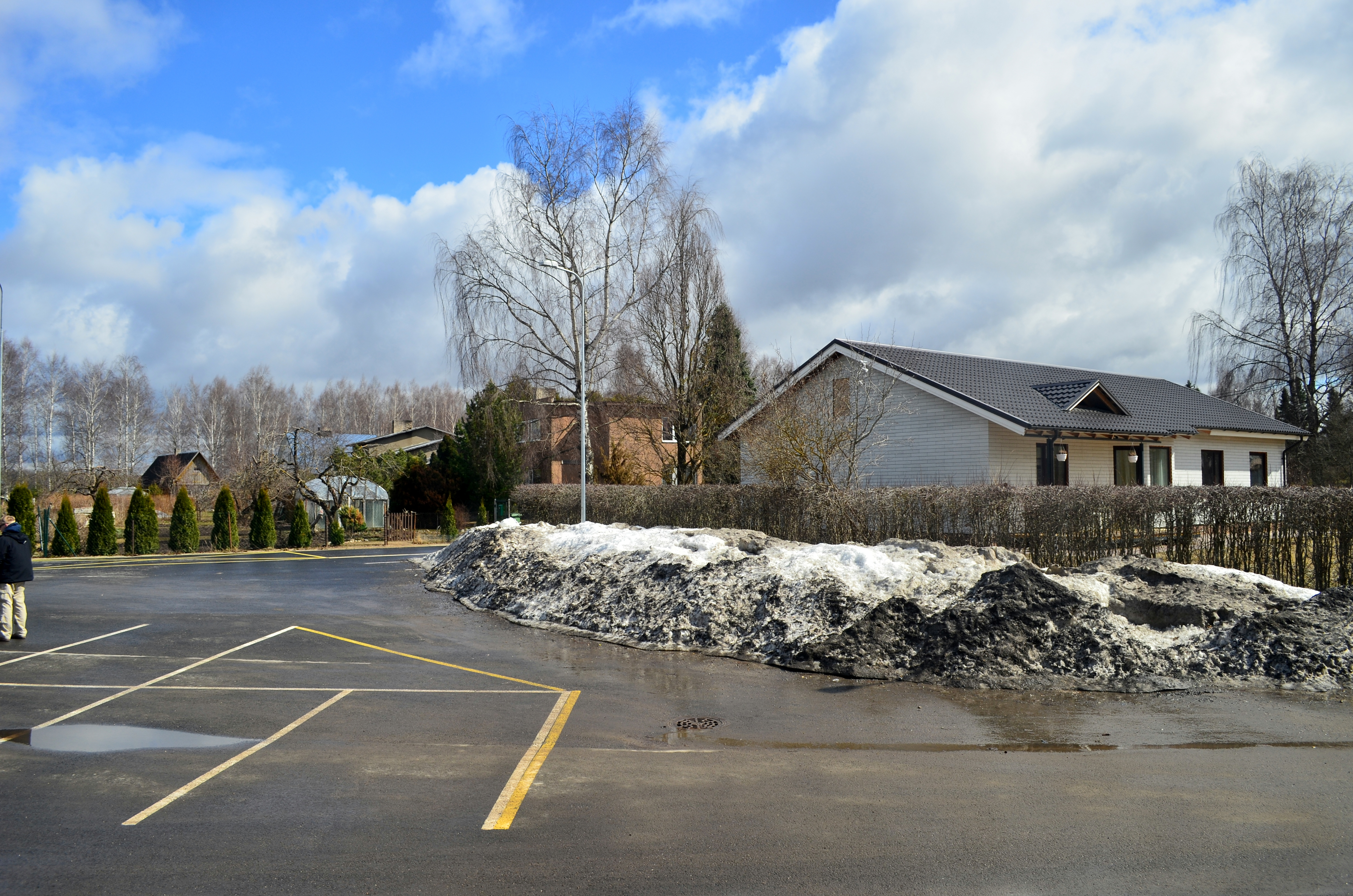
Straat in Äksi
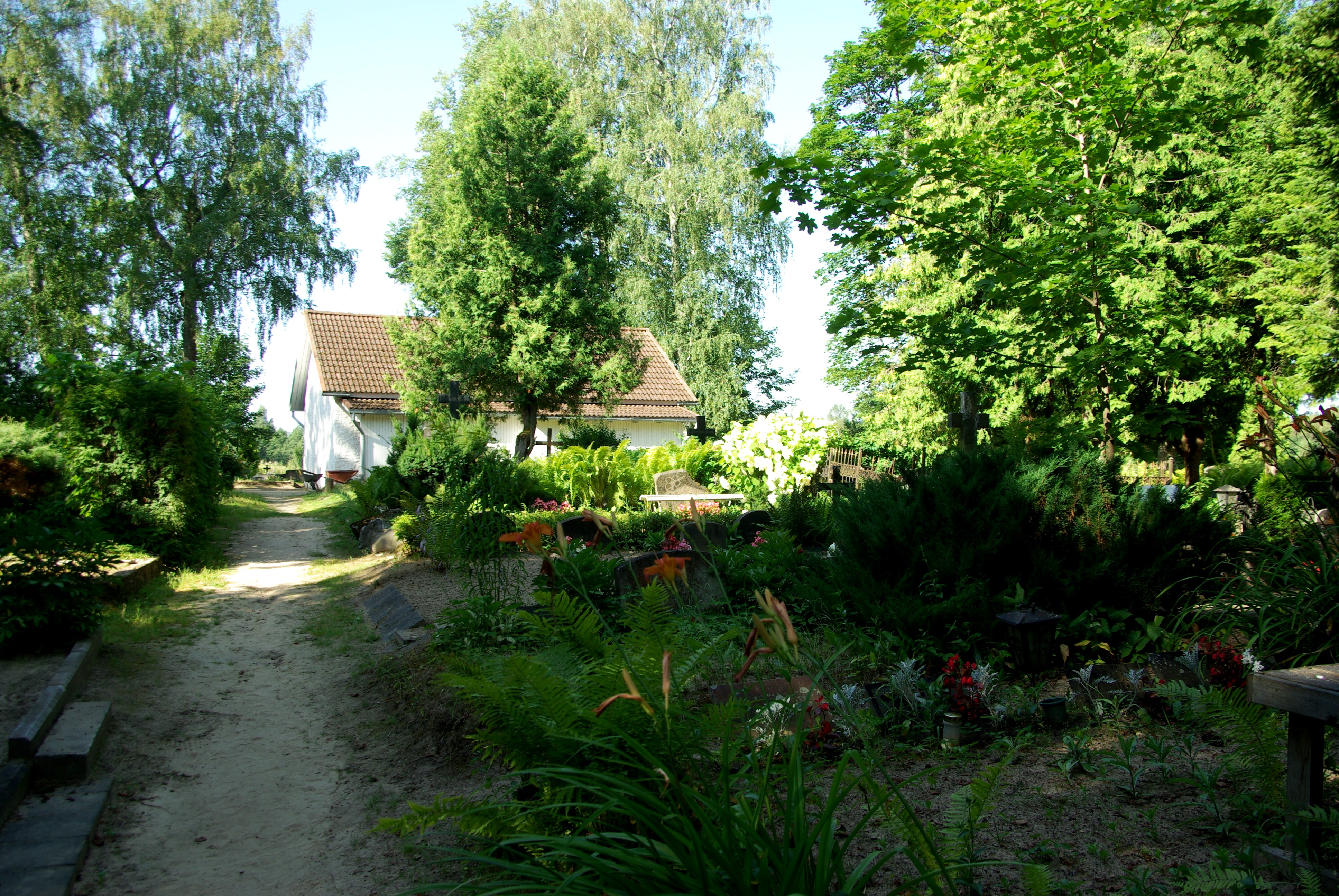
Kerkhof van Äksi
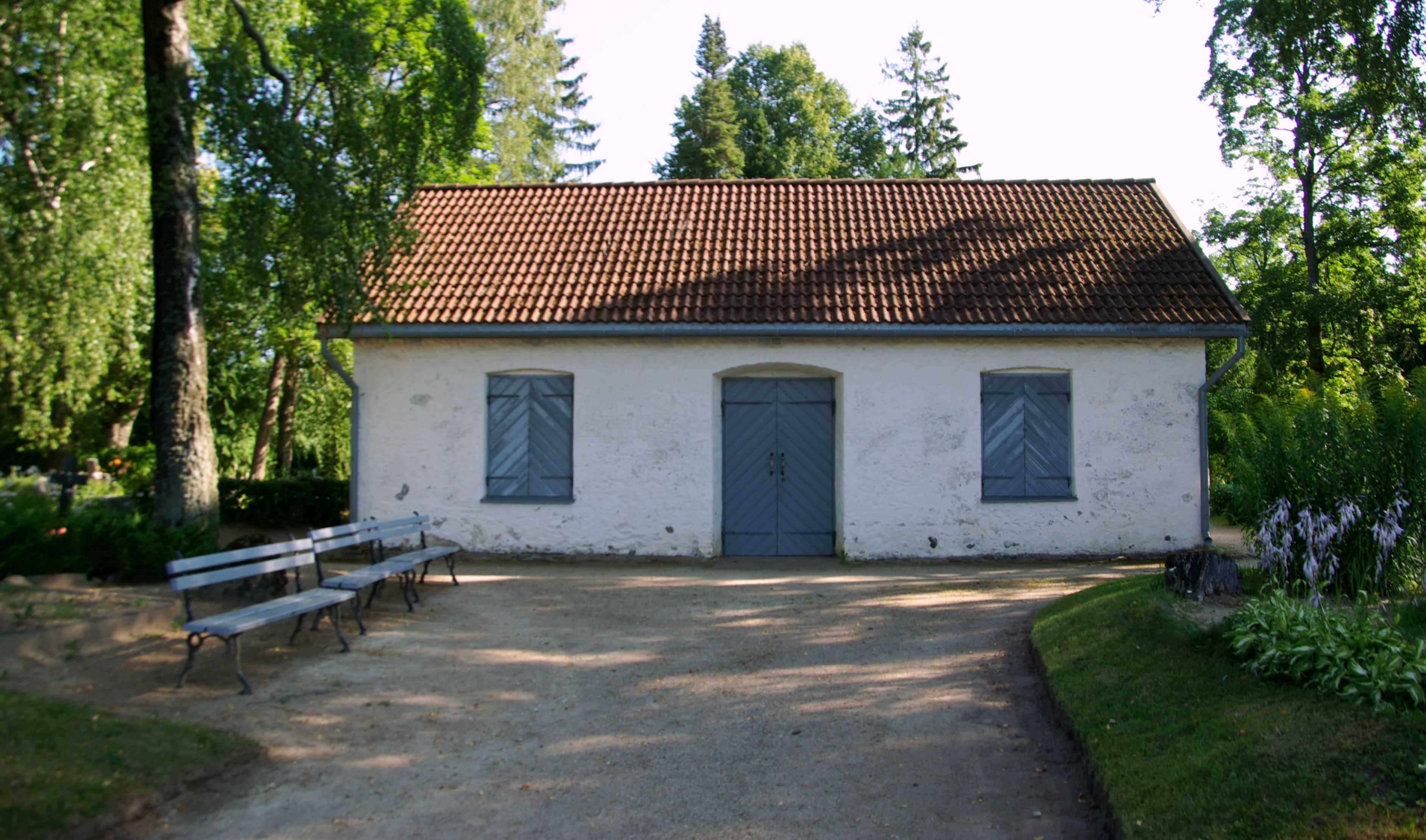
Kapel op het kerkhof van Äksi
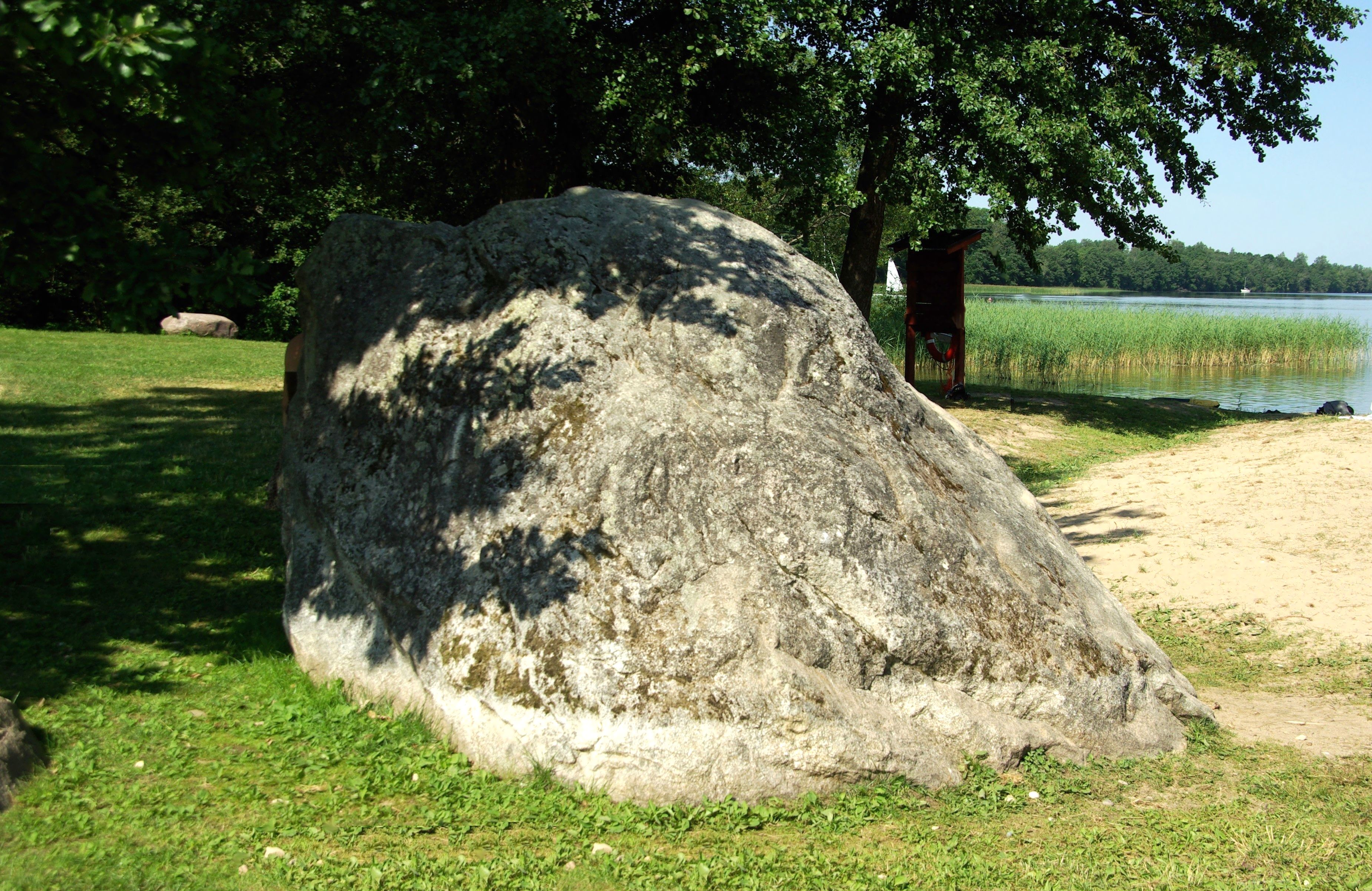
Zwerfsteen bij Äksi. Volgens de legende is de steen geworpen door Kalevipoeg
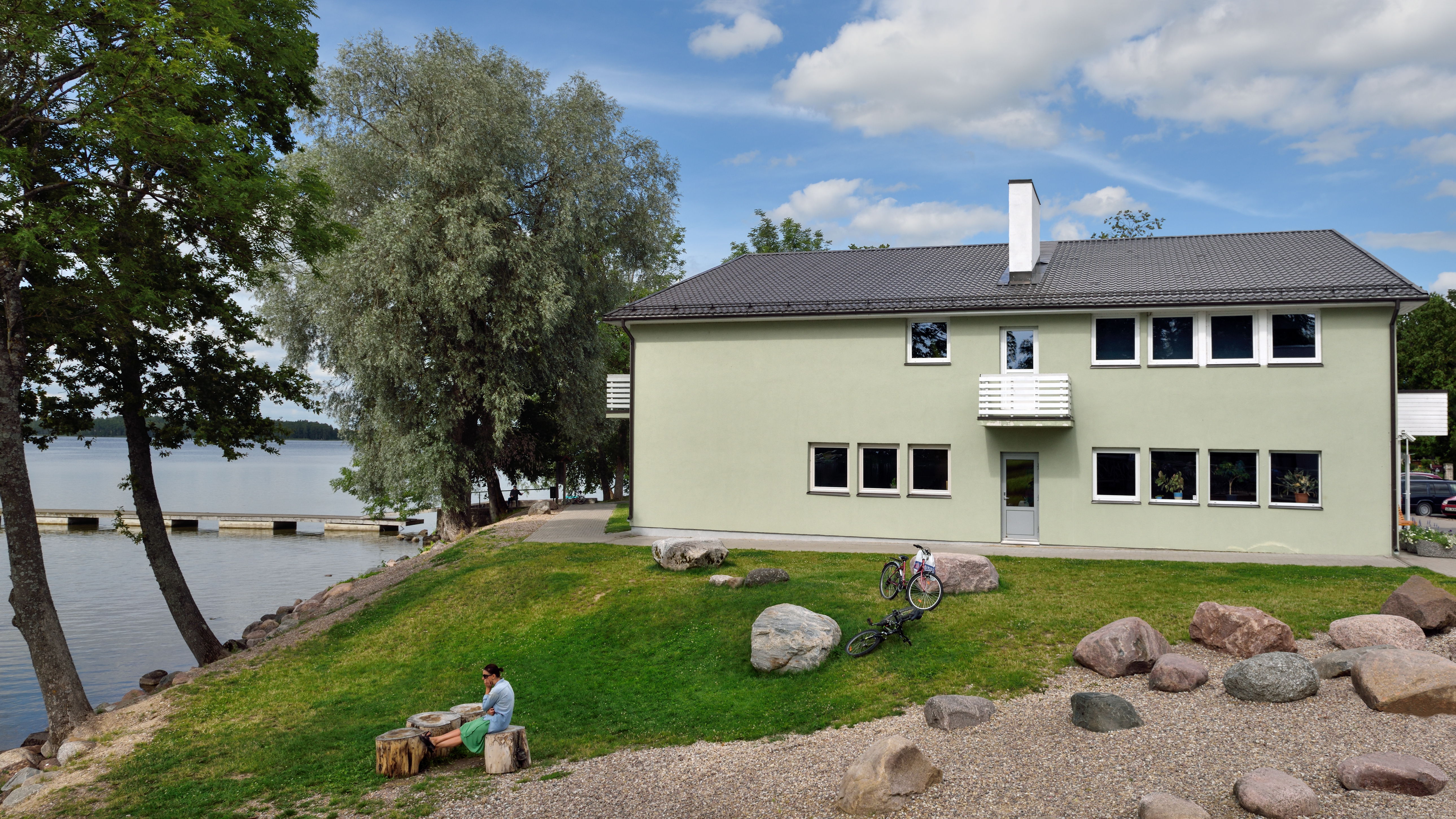
Aan de oever van het Saadjärv
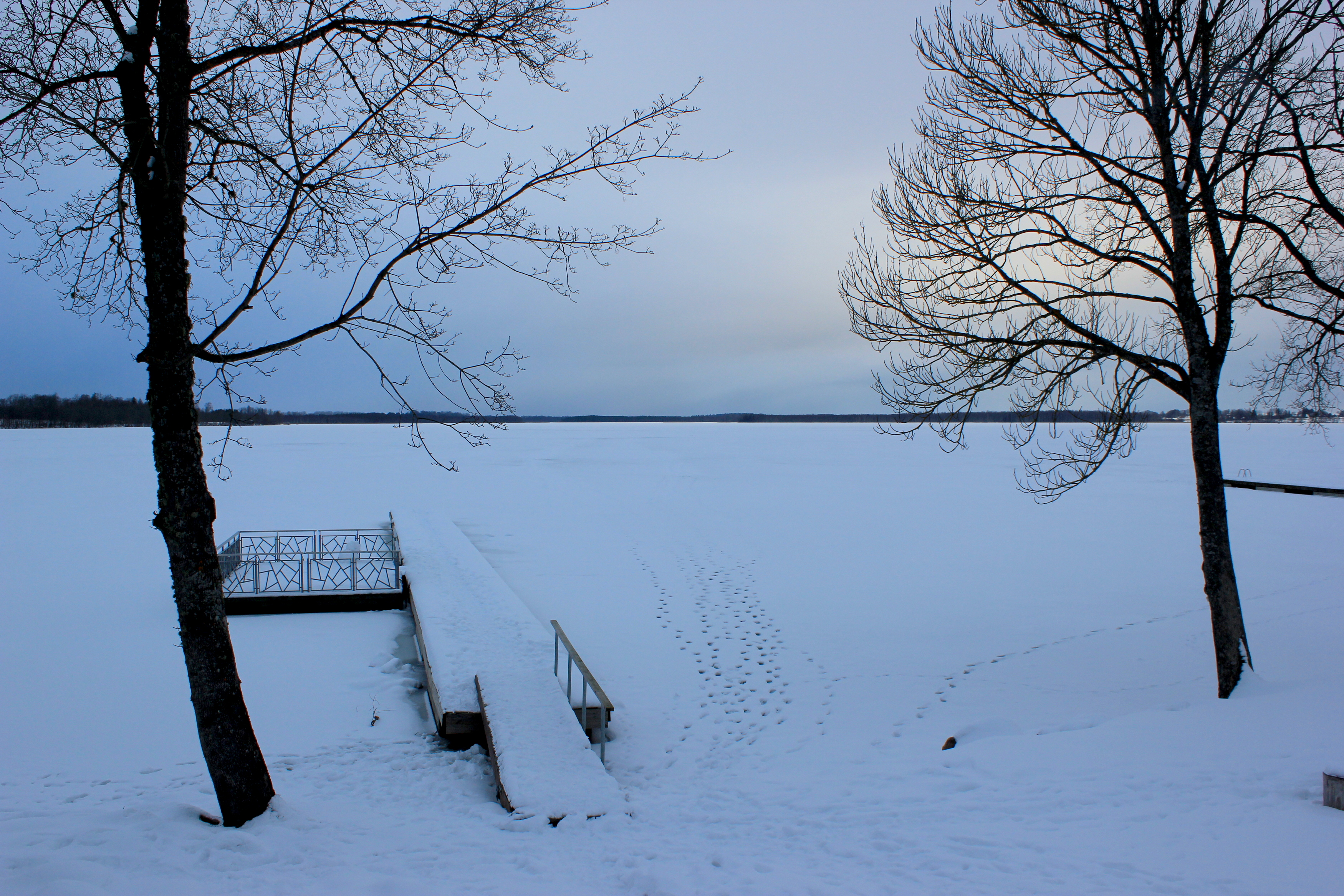
Het Saadjärv in de winter